# Lijst van PlayStation Vita-spellen
Dit is een lijst van PlayStation Vita-spellen, gerangschikt op alfabet.
| Titel                                           | Jaar | Uitgever                               | Genre                       |
| ----------------------------------------------- | ---- | -------------------------------------- | --------------------------- |
| A-Men                                           | 2013 | Bloober Team                           | Actiespel                   |
| A-Men 2                                         | 2013 | Bloober Team                           | Actiespel                   |
| Aabs Animals                                    | 2013 | Aabs Inc.                              | Simulatiespel               |
| Age of Zombies                                  | 2012 | Halfbrick Studios                      | Actiespel                   |
| Alien Breed                                     | 2013 | Team17                                 | Actiespel                   |
| Angry Birds Star Wars                           | 2013 | Activision                             | Puzzelspel                  |
| Angry Birds Trilogy                             | 2013 | Rovio Entertainment                    | Compilatiespel              |
| Army Corps of Hell                              | 2012 | Square Enix                            | Actiespel                   |
| Asphalt: Injection                              | 2012 | Ubisoft                                | Racespel                    |
| Assassin's Creed III: Liberation                | 2012 | Ubisoft                                | Stealthspel                 |
| Atelier Meruru Plus: The Apprentice of Arland   | 2013 | Tecmo Koei                             | RPG                         |
| Atelier Totori Plus: The Adventurer of Arland   | 2013 | Tecmo Koei                             | RPG                         |
| Atomic Ninjas                                   | 2013 | Grip Digital                           | Actiespel                   |
| Backgammon Blitz                                | 2014 | Fyzz Facility                          | Strategiespel               |
| Batman: Arkham Origins Blackgate                | 2013 | Warner Bros. Interactive Entertainment | Actiespel                   |
| Ben 10: Galactic Racing                         | 2012 | D3Publisher                            | Racespel                    |
| Bentley's Hackpack                              | 2013 | Sony Interactive Entertainment         | Actiespel                   |
| Big Sky: Infinity                               | 2012 | Ripstone                               | Actiespel                   |
| BlazBlue: Continuum Shift Extend                | 2012 | Arc System Works                       | Actiespel                   |
| Borderlands 2                                   | 2014 | Sony Computer Entertainment            | Actiespel Compilatiespel    |
| BreakQuest: Extra Evolution                     | 2012 | Beatshapers                            | Actiespel                   |
| Broken Sword: The Serpent's Curse               | 2013 | Revolution Software                    | Avonturenspel               |
| Burn the Rope                                   | 2012 | Big Blue Bubble                        | Puzzelspel                  |
| Call of Duty: Black Ops – Declassified          | 2012 | Activision                             | Actiespel                   |
| CastleStorm                                     | 2013 | Zen Studio                             | Strategiespel               |
| Chronovolt                                      | 2012 | Playerthree Limited                    | Actiespel                   |
| Coconut Dodge Revitalised                       | 2013 | Futurlab                               | Actiespel                   |
| Counterspy                                      | 2014 | Sony Computer Entertainment            | Actiespel                   |
| Crazy Market                                    | 2013 | Game Atelier                           | Actiespel                   |
| Danganronpa: Trigger Happy Havoc                | 2014 | Nippon Ichi Software                   | Avonturenspel               |
| Dead or Alive 5+                                | 2013 | Tecmo Koei                             | Actiespel                   |
| Deathmatch Village                              | 2013 | Bloober Team                           | Actiespel Strategiespel     |
| Deception IV: Blood Ties                        | 2014 | Tecmo Koei                             | Strategiespel               |
| Demon Gaze                                      | 2014 | Nippon Ichi Software                   | RPG                         |
| Die!Die!Die!                                    | 2013 | iFun4all                               | Actiespel                   |
| Disgaea 3: Absence of Detention                 | 2012 | Nippon Ichi Software                   | RPG                         |
| Disgaea 4: A Promise Revisited                  | 2014 | Nippon Ichi Software                   | RPG                         |
| Divekick                                        | 2013 | Iron Galaxy Studios                    | Actiespel                   |
| DJMax Technika Tune                             | 2012 | Pentavision Entertainment              | Actiespel                   |
| Doctor Who: The Eternity Clock                  | 2012 | BBC Worldwide                          | Puzzelspel                  |
| Doki-Doki Universe                              | 2013 | Sony Computer Entertainment            | Avonturenspel               |
| Dokuro                                          | 2012 | GungHo Online Entertainment            | Actiespel Puzzelspel        |
| Doodle Devil                                    | 2014 | 8floor                                 | Puzzelspel                  |
| Doodle God                                      | 2013 | 8floor                                 | Puzzelspel                  |
| Dragon Ball Z: Battle of Z                      | 2014 | Bandai Namco                           | Actiespel                   |
| Dragon's Crown                                  | 2013 | Index Digital Media                    | RPG                         |
| Draw Slasher                                    | 2013 | Mass Creation                          | Actiespel                   |
| Dungeon Hunter: Alliance                        | 2012 | Ubisoft                                | RPG                         |
| Dustforce                                       | 2014 | Capcom                                 | Actiespel                   |
| Dynasty Warriors Next                           | 2012 | Tecmo Koei                             | Actiespel                   |
| Earth Defense Force 2017 Portable               | 2012 | D3Publisher                            | Schietspel                  |
| Ecolibrium                                      | 2013 | Sony Computer Entertainment            | Simulatiespel               |
| Epic Mickey 2: The Power of Two                 | 2013 | Disney Interactive Studios             | Platformspel                |
| Escape Plan                                     | 2012 | Sony Computer Entertainment            | Platformspel                |
| escapeVektor                                    | 2012 | Nnooo                                  | Actiespel                   |
| Everybody's Golf                                | 2011 | Sony Computer Entertainment            | Sportspel                   |
| Eufloria HD                                     | 2013 | Omni Systems                           | Strategiespel               |
| F1 2011                                         | 2012 | Codemasters                            | Racespel                    |
| Farming Simulator                               | 2013 | GIANTS Software                        | Simulatiespel               |
| FIFA 13                                         | 2012 | Electronic Arts                        | Sportspel                   |
| FIFA 14                                         | 2013 | Electronic Arts                        | Sportspel                   |
| FIFA 15                                         | 2014 | Electronic Arts                        | Sportspel                   |
| FIFA Football                                   | 2012 | Electronic Arts                        | Sportspel                   |
| Final Fantasy X HD                              | 2013 | Square Enix                            | RPG                         |
| Final Fantasy X-2 HD                            | 2012 | Square Enix                            | RPG                         |
| Floating Cloud God Saves the Pilgrims in HD!    | 2013 | Dakko Dakko                            | Actiespel                   |
| flOw                                            | 2013 | Sony Computer Entertainment            | Actiespel                   |
| Flower                                          | 2013 | Sony Computer Entertainment            | Actiespel                   |
| Flying Hamster HD                               | 2013 | Game Atelier                           | Actiespel                   |
| Foosball 2012                                   | 2012 | Grip Digital                           | Sportspel                   |
| Frobisher Says!                                 | 2012 | Sony Interactive Entertainment         | Compilatiespel              |
| Fruit Ninja                                     | 2013 | Halfbrick Studios                      | Actiespel                   |
| Furmins                                         | 2013 | Housemarque                            | Puzzelspel                  |
| Gem Smashers                                    | 2017 | Funbox Media                           | Actiespel Puzzelspel        |
| God of War Collection                           | 2014 | Sony Computer Entertainment            | Compilatiespel              |
| Gravity Rush                                    | 2012 | Sony Computer Entertainment            | RPG                         |
| Guacamelee!                                     | 2013 | DrinkBox Studios                       | Actiespel                   |
| Hatsune Miku: Project DIVA F                    | 2014 | SEGA                                   | Actiespel                   |
| Hotline Miami                                   | 2013 | Devolver Digital                       | Schietspel                  |
| Hungry Giraffe                                  | 2012 | Ghostlight                             | Actiespel                   |
| Hustle Kings                                    | 2012 | Sony Computer Entertainment            | Sportspel                   |
| Injustice: Gods Among Us Ultimate Edition       | 2013 | Warner Bros. Interactive Entertainment | Actiespel Compilatiespel    |
| Intelligent Qube                                | 2012 | Sony Computer Entertainment            | Actiespel Puzzelspel        |
| International Snooker                           | 2013 | Big Head Games                         | Sportspel                   |
| Invizimals: The Alliance                        | 2014 | Sony Computer Entertainment            | Actiespel                   |
| Jacob Jones and the Bigfoot Mystery             | 2013 | Sony Computer Entertainment            | Avonturenspel Puzzelspel    |
| Jak and Daxter Collection                       | 2013 | Sony Computer Entertainment            | Compilatiespel              |
| Jet Set Radio                                   | 2012 | SEGA                                   | Actiespel                   |
| Jetpack Joyride                                 | 2012 | Beatshapers                            | Actiespel                   |
| JetMoto                                         | 2012 | Sony Computer Entertainment            | Actiespel                   |
| Kagero: Deception II                            | 2012 | Tecmo                                  | RPG                         |
| KickBeat                                        | 2013 | Zen Studio                             | Actiespel                   |
| Killzone: Mercenary                             | 2013 | Sony Computer Entertainment            | Schietspel                  |
| King Oddball                                    | 2014 | 10tons                                 | Puzzelspel                  |
| Knytt Underground                               | 2012 | Ripstone                               | Actiespel                   |
| Kung Fu Rabbit                                  | 2013 | Neko Entertainment                     | Platformspel                |
| Legends of War: Patton                          | 2013 | Slitherine                             | Strategiespel               |
| LEGO Batman 2: DC Super Heroes                  | 2012 | Warner Bros. Interactive Entertainment | Platformspel                |
| LEGO Harry Potter: Years 5-7                    | 2012 | Warner Bros. Interactive Entertainment | Actiespel                   |
| LEGO Legends of Chima: Laval's Journey          | 2013 | Warner Bros. Interactive Entertainment | Platformspel                |
| LEGO Marvel Super Heroes: Universe in Peril     | 2013 | Warner Bros. Interactive Entertainment | Actiespel                   |
| LEGO The Lord of the Rings                      | 2012 | Warner Bros. Interactive Entertainment | Platformspel                |
| Let's Fish! Hooked On                           | 2013 | Wired Productions                      | Sportspel Simulatiespel     |
| Limbo                                           | 2013 | Playdead                               | Platformspel                |
| Little Deviants                                 | 2012 | Sony Computer Entertainment            | Actiespel                   |
| LittleBigPlanet                                 | 2012 | Sony Computer Entertainment            | Platformspel                |
| Lone Survivor: The Director's Cut               | 2013 | Curve Digital Publishing               | Actiespel Avonturenspel     |
| Lumines Electronic Symphony                     | 2012 | Ubisoft                                | Puzzelspel                  |
| Machinarium                                     | 2013 | Amanita Design                         | Avonturenspel Puzzelspel    |
| Madden NFL 13                                   | 2012 | Electronic Arts                        | Sportspel                   |
| Mahjong Royal Towers                            | 2013 | 8floor                                 | Strategiespel               |
| Malicious Rebirth                               | 2013 | Sony Computer Entertainment            | Actierollenspel             |
| Men's Room Mayhem                               | 2013 | Ripstone                               | Actiespel                   |
| Metal Gear Solid: HD Collection                 | 2012 | Konami                                 | Compilatiespel              |
| Michael Jackson: The Experience                 | 2012 | Ubisoft                                | Muziekspel                  |
| Minecraft                                       | 2014 | Mojang AB                              | Sandboxspel RPG             |
| MLB 12: The Show                                | 2012 | Sony Computer Entertainment            | Sportspel                   |
| MLB 14: The Show                                | 2014 | Sony Computer Entertainment            | Sportspel                   |
| MLB 15: The Show                                | 2015 | Sony Computer Entertainment            | Sportspel                   |
| ModNation Racers: Road Trip                     | 2012 | Sony Computer Entertainment            | Racespel                    |
| Mortal Kombat                                   | 2012 | Warner Bros. Interactive Entertainment | Vechtspel                   |
| MotoGP 13                                       | 2013 | Milestone                              | Racespel                    |
| MotorStorm: RC                                  | 2012 | Sony Computer Entertainment            | Racespel                    |
| Ms. Germinator                                  | 2013 | Creat Studios                          | Actiespel Puzzelspel        |
| MUD: FIM Motocross World Championship           | 2013 | Namco Bandai                           | Racespel                    |
| Muramasa Rebirth                                | 2013 | Aksys Games                            | Actiespel RPG               |
| Need for Speed: Most Wanted                     | 2012 | Electronic Arts                        | Racespel                    |
| New Little King’s Story                         | 2012 | Konami                                 | Strategiespel               |
| Ninja Gaiden Sigma Plus                         | 2012 | Tecmo Koei                             | Actiespel Hack and slash    |
| Ninja Gaiden Sigma Plus 2                       | 2013 | Tecmo Koei                             | Actiespel Hack and slash    |
| Nun Attack                                      | 2013 | Frima Studio                           | Actiespel                   |
| Oddworld: Stranger's Wrath HD                   | 2012 | Oddworld Inhabitants                   | Actiespel                   |
| OlliOlli                                        | 2014 | Roll7                                  | Actiespel Sportspel         |
| OMG HD Zombies!                                 | 2013 | Laughing Jackal                        | Actiespel Puzzelspel        |
| Open Me!                                        | 2013 | Sony Computer Entertainment            | Puzzelspel                  |
| Orgarhythm                                      | 2012 | XSEED JKS                              | Strategiespel               |
| Persona 4: Golden                               | 2012 | Index Digital Media                    | RPG                         |
| Persona 5: Dancing in Starlight                 | 2018 | Atlus                                  | Muziekspel                  |
| Pinball Heroes Complete                         | 2013 | Sony Computer Entertainment            | Actiespel                   |
| Pixeljunk Monsters Ultimate HD                  | 2013 | Double Eleven                          | Strategiespel               |
| Plants vs. Zombies                              | 2012 | PopCap Games                           | Strategiespel               |
| PlayStation All-Stars Battle Royale             | 2012 | Sony Computer Entertainment            | Vechtspel                   |
| Proteus                                         | 2013 | Curve Studios                          | Avonturenspel               |
| Puddle                                          | 2012 | Konami                                 | Actiespel Puzzelspel        |
| PulzAR                                          | 2012 | Sony Computer Entertainment            | Actiespel                   |
| Pure Chess                                      | 2012 | Ripstone                               | Strategiespel               |
| Putty Squad                                     | 2014 | System 3 Software                      | Platformspel                |
| Quell Memento                                   | 2013 | Fallen Tree Games                      | Puzzelspel                  |
| Ragnarok Odyssey                                | 2012 | XSEED JKS                              | RPG                         |
| Rainbow Moon                                    | 2013 | Eastasiasoft                           | RPG                         |
| Ratchet & Clank QForce                          | 2013 | Sony Computer Entertainment            | Platformspel Schietspel     |
| Ratchet & Clank 2                               | 2014 | Sony Computer Entertainment            | Platformspel Schietspel     |
| Rayman Legends                                  | 2013 | Ubisoft                                | Platformspel                |
| Rayman Origins                                  | 2012 | Ubisoft                                | Platformspel                |
| Real Boxing                                     | 2013 | Vivid Games                            | Sportspel                   |
| Reality Fighters                                | 2012 | Sony Computer Entertainment            | Vechtspel                   |
| Resistance: Burning Skies                       | 2012 | Sony Computer Entertainment            | Schietspel                  |
| Retro City Rampage                              | 2012 | Vblank Entertainment                   | Racespel                    |
| Ridge Racer                                     | 2012 | Bandai Namco                           | Racespel                    |
| Rocketbirds: Hardboiled Chicken                 | 2013 | Ratloop Asia                           | Actiespel                   |
| Shinobido 2: Revenge of Zen                     | 2012 | Namco Bandai                           | Stealthspel                 |
| Silent Hill: Book of Memories                   | 2012 | Konami                                 | Actierollenspel             |
| Sine Mora                                       | 2012 | Digital Reality                        | Schietspel                  |
| Sly Cooper: Thieves in Time                     | 2013 | Sony Computer Entertainment            | Beat 'em up                 |
| Sly Trilogy                                     | 2014 | Sony Computer Entertainment            | Compilatiespel              |
| Smart As                                        | 2012 | Sony Computer Entertainment            | Educatief spel              |
| Sonic & All-Stars Racing Transformed            | 2012 | SEGA                                   | Racespel                    |
| Soul Sacrifice                                  | 2013 | Sony Computer Entertainment            | Actierollenspel             |
| Sound Shapes                                    | 2012 | Sony Computer Entertainment            | Muziekspel                  |
| Sparkle                                         | 2013 | 10tons                                 | Puzzelspel                  |
| Sparkle 2                                       | 2014 | 10tons                                 | Puzzelspel                  |
| Spelunky                                        | 2013 | Mossmouth                              | Platformspel                |
| Spy Hunter                                      | 2012 | Warner Bros. Interactive Entertainment | Racespel                    |
| Star Wars Pinball                               | 2013 | Zen Studio                             | Actiespel                   |
| StarDrone Extreme                               | 2012 | Beatshapers                            | Puzzelspel                  |
| Starlight Inception                             | 2014 | Escape Hatch Entertainment             | Simulatiespel               |
| Stealth Inc: A Clone in the Dark                | 2013 | Curve Digital Publishing               | Stealthspel                 |
| Stick It to the Man!                            | 2013 | Ripstone                               | Platformspel                |
| Street Fighter X Tekken                         | 2012 | Capcom                                 | Vechtspel                   |
| Sumioni: Demon Arts                             | 2012 | XSEED JKS                              | Actiespel                   |
| Sunflowers                                      | 2012 | Game Atelier                           | Platformspel                |
| Super Monkey Ball: Banana Splitz                | 2012 | SEGA                                   | Actiespel                   |
| Super Stardust Delta                            | 2012 | Sony Computer Entertainment            | Schietspel                  |
| Superfrog HD                                    | 2013 | Team17                                 | Platformspel                |
| Supremacy MMA: Unrestricted                     | 2012 | 505 Games                              | Vechtspel                   |
| Surge Deluxe                                    | 2014 | Futurlab                               | Puzzelspel                  |
| Switch Galaxy Ultra                             | 2014 | Atomicom                               | Actiespel Simulatiespel     |
| Table Ice Hockey                                | 2012 | Sony Computer Entertainment            | Sportspel                   |
| Table Mini Golf                                 | 2013 | Sony Computer Entertainment            | Sportspel                   |
| Table Top Tanks                                 | 2012 | Sony Computer Entertainment            | Sportspel                   |
| Tales from Space: Mutant Blobs Attack           | 2012 | DrinkBox Studios                       | Platformspel                |
| Tearaway                                        | 2013 | Sony Computer Entertainment            | Platformspel                |
| Terraria                                        | 2013 | 505 Games                              | Sandboxspel                 |
| The Amazing Spider-Man                          | 2013 | Activision                             | Actiespel                   |
| The HD Adventures of Rotating Octopus Character | 2013 | Dakko Dakko                            | Actiespel                   |
| The Lego Movie Videogame                        | 2014 | Warner Bros. Interactive Entertainment | Platformspel                |
| The Pinball Arcade                              | 2012 | FarSight Technologies                  | Pinballspel                 |
| The Walking Dead                                | 2014 | Zen Studio                             | Pinballspel                 |
| Theme Park                                      | 2012 | Electronic Arts                        | Stedenbouwsimulatiespel     |
| Thomas Was Alone                                | 2013 | Curve Studios                          | Platformspel                |
| Top Darts                                       | 2012 | Sony Computer Entertainment            | Sportspel                   |
| Total Recoil                                    | 2018 | 10tons                                 | Schietspel                  |
| Touch My Katamari                               | 2012 | Namco Bandai                           | Actiespel                   |
| Toukiden: The Age of Demons                     | 2013 | Tecmo Koei                             | Actierollenspel             |
| Treasures of Montezuma: Blitz                   | 2013 | Alawar                                 | Puzzelspel                  |
| TxK                                             | 2014 | Llamasoft                              | Schietspel                  |
| Ultimate Marvel vs. Capcom 3                    | 2012 | Capcom                                 | Vechtspel                   |
| Uncharted: Fight for Fortune                    | 2012 | Sony Computer Entertainment            | Strategiespel               |
| Uncharted: Golden Abyss                         | 2012 | Sony Computer Entertainment            | Actiespel                   |
| Unit 13                                         | 2012 | Sony Computer Entertainment            | Schietspel                  |
| Urban Trial Freestyle                           | 2013 | Tate Multimedia                        | Racespel                    |
| Velocity Ultra                                  | 2013 | Futurlab                               | Actiespel                   |
| Virtua Tennis 4: World Tour Edition             | 2011 | SEGA                                   | Sportspel                   |
| When Vikings Attack                             | 2012 | Sony Interactive Entertainment         | Actiespel                   |
| Wipeout 2048                                    | 2012 | Sony Computer Entertainment            | Racespel                    |
| Worms Revolution Extreme                        | 2013 | Team17                                 | Compilatiespel              |
| WRC 3: FIA World Rally Championship             | 2013 | Namco Bandai                           | Racespel                    |
| WRC 4: FIA World Rally Championship             | 2013 | Bigben Interactive                     | Racespel                    |
| Xblaze Code: Embryo                             | 2014 | Aksys Games                            | Visuele roman               |
| Xblaze Lost: Memories                           | 2015 | Aksys Games                            | Actiespel                   |
| Xeodrifter: Special Edition                     | 2015 | Gambitious                             | Metroidvania Actiespel      |
| Ys: Memories of Celceta                         | 2013 | XSEED JKS                              | Actierollenspel             |
| Zen Pinball 2                                   | 2012 | Zen Studio                             | Pinballspel                 |
| Zero Escape: Virtue's Last Reward               | 2012 | Aksys Games                            | Avonturenspel Visuele roman |
| Zombie Tycoon 2: Brainhov's Revenge             | 2013 | Frima Studio                           | Strategiespel               |